# Batalha do Volturno (554)
A Batalha do Volturno, também conhecida como Batalha de Casilino ou Batalha de Cápua, foi travada em 554 entre um exército do Império Bizantino liderado pelo general eunuco Narses e uma força combinada de francos e alamanos comandada por Butilino. Ela foi uma vitória decisiva para os bizantinos, que conseguiram encerrar a invasão franco-alamana da Itália.

## Antecedentes
Durante os últimos estágios da Guerra Gótica, o rei Teia (r. 552) solicitou ajuda dos francos contra os exércitos imperiais liderados pelo eunuco Narses. Embora o rei Teodebaldo (r. 548–555) recusou-se a enviar ajuda, permitiu que dois de seus vassalos, os alamanos irmãos Leutário I e Butilino, cruzassem os Alpes à Itália. Segundo o historiador Agátias, os irmãos reuniram 75 000 (70 000 segundo estimativas mais recentes) soldados e no verão de 553 capturaram a cidade de Parma. Derrotaram uma força do comandante hérulo Fulcário e logo muitos dos godos do norte da Itália uniram-se a suas forças. No meio tempo, Narses dispersou suas tropas para guarnições por toda a Itália central, e ele invernou em Roma.
Na primavera de 554, os irmãos invadiram a Itália central, saqueando a medida que dirigiam-se ao sul, até chegarem em Sâmnio. Lá, dividiram suas forças, com Butilino, que permaneceu com a maior parte do exército, marchando para sul em direção a Campânia e o estreito de Messina, enquanto Leutário liderou as forças restantes para a Apúlia e Hidrunto. Leutário logo retornaria para o norte com seus espólios e sua vanguarda, contudo, seria pesadamente derrotada pelo general armênio Artabanes em Fano. O restante conseguiu alcançar o norte da Itália, onde cruzou os Alpes para território franco ou morreu de praga.
Butilino, por outro lado, mais ambicioso e possivelmente persuadido pelos godos a restaurar seu rei e tornar-se rei, resolveu permanecer. Seu exército foi infectado pela disenteria, reduzindo seus efetivos dos originais 30 000 para um tamanho próximo às forças de Narses. No verão, Butilino marchou de volta para a Campânia e erigiu um campo nas margens do rio Volturno, cobrindo seus lados expostos com uma muralha de barro reforçada por seus numerosos vagões de suprimentos. Uma ponte sobre o rio foi fortificada por uma torre de madeira, pesadamente guarnecida pelos francos.

## Disposição
Quando os bizantinos descobriram a localização do acampamento franco, mobilizaram uma força de 18 000 soldados, incluindo contingentes mercenários hérulos, e marcharam. O exército deles incluía infantaria, cavalaria pesada e arqueiros montados, e estava assim em vantagem sobre o exército franco majoritariamente de infantaria. Quando aproximou-se do acampamento inimigo, Narses enviou um oficial armênio, Canaranges, com uma força de cavalaria, para capturar os suprimentos francos. De fato, Canaranges não apenas capturou vários vagões como utilizou um deles para atear fogo à torre protegendo a ponte. Após esta primeira escaramuça, ambos os lados saíram de seus acampamentos e organizaram-se para o combate.
Nesse ponto, um incidente quase naufragou os planos bizantinos. Um capitão hérulo matou um servente, e quando confrontado por Narses, recusou-se a reconhecer qualquer culpa. Narses executou-o, s o restante dos hérulos anunciou que recusava-se a lutar. Apesar disso, Narses organizou suas forças para o combate. Encarado pela infantaria franca, escolheu uma disposição similar àquela da Batalha de Tagina, com a infantaria no cento, apoiada pelos arqueiros, e a cavalaria nas alas. Ele tomou o comando da ala direita, enquanto Artabanes e Valeriano foram encarregados com a ala esquerda. Parta da ala esquerda também estava escondida numa floresta próxima. Sob apelo do general hérulo, Sindual, que prometeu persuadir seus homens a lutar, deixou um buraco no centro da infantaria, que seria ocupado pelos hérulos.

## Batalha e rescaldo
Dois comandantes hérulos desertaram para os francos e persuadiram Betulino a atacar, enquanto os demais hérulos estavam foram da batalha. Os francos, organizaram-se numa grande formação de cunha e avançaram, esmagando o centro bizantino e rapidamente conseguindo penetrar o buraco deixado pelos hérulos. Narses, contudo, comandou sua cavalaria, que incluía muitos arqueiros montados, para circundar seus flancos e atacá-los pela retaguarda exposta. Os francos, já confrontando a infantaria inimiga, foram incapazes de se virarem para enfrentar seus inimigos mais móveis na retaguarda. A confusão espalhou-se entre eles e os hérulos finalmente retornaram para a batalha.
Butilino e muitos de seus homens pereceram, enquanto as baixas bizantinas foram pequenas. Agátias fornece o número impossível de 80 baixas bizantinas, enquanto alegou que apenas cinco godos sobreviveram. Seja quais foram os números reais, foi uma vitória decisiva de Narses, e assinalou o triunfo final do Império Bizantino na Itália. Apesar das grandes vitórias de Narses, a guerra não havia terminado. 7 000 godos permaneceram em Campsa, próximo de Nápoles, até capitularem na primavera de 555. As terras e cidades além do rio Pó ainda foram mantidas por francos e godos, e não foi até 562 que seus últimos redutos, as cidades de Verona e Bríxia, foram subjugadas.